# Medienpreis Luft- und Raumfahrt
Der Medienpreis Luft- und Raumfahrt ist ein Journalistenpreis, der vom Verein zur Förderung des technisch-wissenschaftlichen Journalismus vergeben wird.

## Vergabe
Zusammen mit der Deutschen Journalistenschule gründete der Bundesverband der Deutschen Luft- und Raumfahrtindustrie (BDLI) 2010 den Verein zur Förderung des technisch-wissenschaftlichen Journalismus, der in Nachfolge des Ludwig-Bölkow-Journalistenpreis den Deutschen Journalistenpreis für Luft- und Raumfahrt vergibt. Mit der Verleihung im Jahr 2013 wurde der Preis schließlich in Medienpreis Luft- und Raumfahrt umbenannt. Ausgezeichnet werden Beiträge von Nicht-Fachjournalisten, die das Thema Luft- und Raumfahrt einem breiten Publikum zugänglich machen. Der Preis wird jährlich in den Kategorien Print, Hörfunk/Fernsehen und Online (seit 2016) vergeben, und ist mit insgesamt 15.000 Euro dotiert, die vom BDLI gestiftet werden.

## Liste der Gewinner

### Gewinner 2004
- Kategorie Print: Marc Schürmann, „Die halten ewig – Mondautos“, Süddeutsche Zeitung Magazin
- Kategorie Hörfunk: Florian Hildebrand, „Langer Marsch zum Mond – Mit dem Götterschiff startet Pekings bemannte Raumfahrt“, Bayerischer Rundfunk
- Kategorie Fernsehen: Peter Bardehle und Kris Karathomas, „Himmelhoch: 100 Jahre Fliegerei“, ARTE
- Sonderpreis: Michael Schröder, Serie „Arbeiten am Airport“, Peiner Allgemeine Zeitung
- Sonderpreis: Sylvia Kuck, „Single European Sky“, hr-skyline

### Gewinner 2005
- Kategorie Print: Karin Steinberger, „Fertig für den Himmel“, Süddeutsche Zeitung
- Kategorie Hörfunk: Ulrich Thimm, „Rettung wäre möglich gewesen: Warum die Columbia-Besatzung sterben musste“, Hessischer Rundfunk
- Kategorie Fernsehen: Redaktionsteam Quarks & Co, „Quarks & Co – Weltraum-Abenteuer“, WDR
- Sonderpreis: Karl Heinz Dix, Serie zum Thema „50 Jahre Lufthansa“, tz

### Gewinner 2006
- Kategorie Print: Alexander Stirn, „Fliegende Flunder“, SZ Wissen
- Kategorie Hörfunk: Ralf Krauter, „Fliegen wie ein Vogel – Drachenbauer verwirklichen Otto Lilienthals Traum“, Deutschlandfunk
- Kategorie Fernsehen: Harald Stocker, „Lackierung Airbus“, PRO Sieben
- Sonderpreis: „Wissenschaftsserie Campus“, Braunschweiger Zeitung

### Gewinner 2007
- Kategorie Print: Eva Wolfangel, „Der Antrieb treibt Anuscheh Nawaz um“, Esslinger Zeitung
- Kategorie Hörfunk: Andi Stummer, „David Warren – Der Erfinder der Black Box“, Bayerischer Rundfunk
- Kategorie Fernsehen: Uwe Agnes und Bernd Siering, „Countdown für einen Traum“, Radio Bremen/ARD
- Sonderpreis: Alenka Tschischka, „Der Countdown läuft – Thomas Reiter fliegt zur ISS“, RBB/KI.KA

### Gewinner 2008
- Kategorie Print: Ulli Kulke, „Showdown beim Rennen zum Mond“, Die Welt
- Kategorie Hörfunk: Dirk Lorenzen, „Weltraumlabor Columbus: Happy End nach zwei Jahrzehnten“, Deutschlandradio
- Kategorie Fernsehen: Petra Reinfelder und Benedikt Burkhard, „Robert Lusser und die V1“, SWR

### Gewinner 2010
- Kategorie Print: Gerald Traufetter, „Captain Computer“, Der Spiegel
- Kategorie Hörfunk: Florian Hildebrand,„Blaue Murmel vor schwarzem Horizont – wie die Mondlandung den Blick auf die Welt verändert hat“, Bayerischer Rundfunk
- Kategorie Fernsehen: Florian Huber, Willi Waschull und Claudia Moroni, „Duell in den Wolken – der letzte Flug des kleinen Prinzen“, ZDF Terra X
- Sonderpreis: Irene Meichsner, „Fly me to the Moon“, Kölner Stadtanzeiger

### Gewinner 2011
- Kategorie Print: Alexander Stirn, „alltours“, ZEIT Wissen
- Kategorie Hörfunk: Achim Nuhr, „Ryanair hebt ab“, Hessischer Rundfunk
- Kategorie Fernsehen: Petra Höfer und Freddie Röckenhaus, „Deutschland von oben“, ZDF Terra X

### Gewinner 2012
- Kategorie Print: Jacob Strobel y Serra, „Der kurze Traum vom Leben als Privatpassagier“, Frankfurter Allgemeine Zeitung
- Kategorie Hörfunk: Torsten Remy und Marc Tigges, „1LIVE Mission Schwerelos“, WDR-Radio 1LIVE
- Kategorie Fernsehen: John A. Kantara, „Space Shuttle – das Ende einer Ära“, ZDF

### Gewinner 2013
- Kategorie Print: Andreas Menn, „Casting im Kosmos“, Wirtschaftswoche
- Kategorie Hörfunk: Sven Preger, „Der letzte Start der Hindenburg“, Ausgestrahlt in der Reihe “Zeitzeichen” / WDR, NDR, SR
- Kategorie Fernsehen: Quarks & Co, „Der lange Weg zum Mars“, WDR
- Sonderpreis: Hans-Jürgen Deglow, „Sturzflug in den Tod – Dem Himmel so nah“, Kölner Stadtanzeiger

### Gewinner 2014
- Kategorie Print: Claas Tatje, „Hauptsache, billig“, Die Zeit und Ingo Malcher, „Die besten in billig“, Brand eins
- Kategorie Hörfunk: Kristina Richter, „Kristina träumt vom Fliegen“, Bayerischer Rundfunk
- Kategorie Fernsehen: Robert Styblo, „Copenhagen Suborbitals“, Servus TV

### Gewinner 2015
- Kategorie Print: Roland Schulz, „Die All-Wissenden“, Süddeutsche Zeitung Magazin
- Kategorie Hörfunk: Dirk Wagner, „Raumschiff Voyager: die unendliche Reise“, Hessischer Rundfunk
- Kategorie Fernsehen: Bernd Siering, „Baikonur – Die Eroberung des Weltraums – Russlands Tor ins All“, ZDFinfo

### Gewinner 2016
- Kategorie Print: Jens Brambusch, „Spacecowboys“, Capital
- Kategorie Hörfunk: Stefan Geier, „Flugzeuge der Zukunft – In zwei Stunden sicher um die halbe Welt“, Bayern 2
- Kategorie Fernsehen: Sebastian Kisters, „ESA – eine Mission zur Erforschung von Gravitationswellen“, Hessischer Rundfunk
- Kategorie Online: Andreas Menn, „Die Erde geht online“, Wirtschaftswoche

### Gewinner 2017
- Kategorie Print: Claus Hecking, „So fliegen Sie billig“, DIE ZEIT
- Kategorie Hörfunk / TV:  Moritz Metz, „Vom Aufstieg der Hobby-Drohnen“, Deutschlandradio Kultur / Bayern 2 Zündfunk
- Kategorie Online: Julius Tröger & Team, „Das sind Deutschlands grünste Großstädte“, Berliner Morgenpost